# Siorac-en-Périgord
Siorac-en-Périgord – miejscowość i gmina we Francji, w regionie Nowa Akwitania, w departamencie Dordogne.
Według danych na rok 1990 gminę zamieszkiwały 904 osoby, a gęstość zaludnienia wynosiła 77 osób/km² (wśród 2290 gmin Akwitanii Siorac-en-Périgord plasuje się na 466. miejscu pod względem liczby ludności, natomiast pod względem powierzchni na miejscu 947.).